# 松岡璃奈子
松岡璃奈子（1984年5月23日—）是一位日本藝人，主要工作為演員。出身於福岡縣香芝市。與演員松岡惠望子是雙胞胎姊妹，璃奈子是姊姊，惠望子是妹妹，而兩人所屬事務所都是太田製作。

## 人物
- 專長是跳古典芭蕾舞，從三歲開始學習，持續了十五年。

## 演出

### 電影
- 狗狗心事（2005年、Xanadeux） - 飾演 護士梨香
- 明日的記憶（2006年、東映） - 飾演 佐伯枝實子（女兒時代）
- 笑う大天使（米迦勒）（日语：笑う大天使）（2006年、信天翁） - 飾演 桔梗の宮
- 愛的回聲（2007年、ビデオプラニング） - 飾演 水澤雪子
- 蘇りの血（2009年、Phantom Film）
- 交響情人夢 最終樂章 前篇（2009年、2010年、東寶） - 飾演 鈴木萌
- RUN60 -GAME OVER-（2012年、UniversalJ） - 飾演 山下朋子

### 網路電視劇
- 短片 「感嘆的理由」（2005年7月、mobcast、導演：井上春生）

### 電視劇
- 是吧。（日语：ですよねぇ。） （2006年、TBS） - 飾演 山本舞子
- 交響情人夢（2006年、富士電視台） - 飾演 鈴木萌
- 她的秘密花園 （2007年、富士電視台） - 飾演 杉本みすず
- First Kiss 第2話（2007年、富士電視台） - 飾演 りな
- 週刊赤川次郎（日语：週刊 赤川次郎）（2007年、東京電視台） - 飾演 小栗有希
- NHK木曜時代劇 風の果て（日语：風の果て）（2007年、NHK） - 飾演 楢岡千加
- 33分偵探 第1話（2008年、富士電視台） - 飾演 雙胞胎妹妹
- 破案天才奇娜 第8話（2009年、日本電視台） - 飾演 宮内真理子
- 魔女裁判（日语：魔女裁判 (テレビドラマ)） 第2話（2009年、富士電視台）
- 0號室的客人（日语：0号室の客） 「First Story 憧憬的男子」 第2・4話（2009年、富士電視台）
- 假面騎士W 第11・12話（2009年、朝日電視台） - 配音 山村幸 / バイラス・ドーパント
- 白色榮光2:染血將軍的凱旋（日语：ジェネラル・ルージュの凱旋#テレビドラマ） 第1話（2010年、富士電視台） - 飾演 三嶋千里
- Q10（2010年、日本電視台） - 飾演 深井千秋
- Dr.伊良部一郎 第7話（2011年、朝日電視台） - 飾演 褓姆
- RUN60（日语：RUN60#テレビドラマ版） 第4話 - 第7話（2012年、毎日放送） - 飾演 山下朋子
- 都市傳說之女 第6話（2012年、朝日電視台） - 飾演 太宰みゆき

#### 單集電視劇
- 宿命 （2004年12月26日、WOWOW）
- 藍眸與雲（日语：蒼い瞳とニュアージュ）（2007年11月25日、WOWOW） - 飾演 秘書
- 交響情人夢 in 歐洲（2008年1月4・5日、富士電視台） - 飾演 鈴木萌
- アベレイジ 第4話「男子と女子の目の付け所の話」（2008年3月28日、富士電視台） - 飾演 A子
- 真實的恐怖故事 夏天的特別編2008 「病房的居民」（2008年8月26日、富士電視台） - 飾演 小林愛
- アベレイジ2 第4話「サプライズの憂鬱」（2008年10月10日、富士電視台） - 飾演 ライター
- 稻垣吾郎的金田一耕助 惡魔的手毬歌（2009年1月5日、富士電視台） - 飾演 仁礼咲枝（女兒時代）
- 私が初めて創ったドラマ「5Q」（2009年12月22日、BShi）

### CM
- 西日本鐵道&九州產交巴士 ひのくに号2000圓高速巴士（2001年）
- HOUSE食品 北海道燉菜 「秋篇」「冬篇」（2003年）
- UNIQLO '04 GIFT（メリノタートル）（2004年）
- 山田養蜂場 RJ護膚（2005年）
- 東京瓦斯 ガス・パッ・チョ! 「マイホーム発電・読み合わせ」篇 （2006年9月）
- Napster Japan napster×TOWER RECORDS 「裁判」篇（2006年10月）
- 東芝EMI Off Course「i(ai)」「女の子編」「帰り道編」（2006年12月）
- 三得利 Vittel 「大志を抱く男」篇（2007年5月）
- 明治製菓 XYLISH 「な!」篇（2007年8月）
- ANA NIPPON2 「樂園天國」篇（2007年10月）
- NTTDoCoMo企業（R&D） 「優しい未来」篇（2008年3月）、（2011年）
- Mizkan 金のつぶ におわなっとう 「家族想いの母/デート編」篇 （2008年4月）
- HABA研究所 鯊烯スクワラン 「母から娘へ」篇（2009年8月）
- 大和House工業 「HERO」篇その1（2009年11月）
- 札幌啤酒 乾杯をもっとおいしく。「畑と結婚式」篇 「乾杯をもっとおいしく」篇（2010年1月）
- 黃櫻 呑 「かわいい」篇（2011年9月）
- 龍角散 龍角散ののど飴（2011年）

### PV
- SOFFet「春風」（2004年）
- 福山雅治「SIDE STORY OF BEAUTIFUL DAY」（2005年）
- 瀧與翼「戀詩-コイウタ-」（2008年6月）
- w-inds.  「MOVE LIKE THIS - Listen  to  the  rain」 (2012年)

### 其他
- CDジャケット「audio sponge 2」（2004年、cutting edge）

## 外部連結
- 松岡璃奈子：太田製作